# Жига Панце
Жига Панце (словен. Žiga Pance; народився 1 січня 1989 у м. Любляна, Югославія) — словенський хокеїст, нападник. Виступає за «Олімпія» (Любляна) в Австрійській хокейній лізі. 
Вихованець хокейної школи «Олімпія» (Любляна). Виступав за «Олімпія» (Любляна), «Ошава Дженералс» (ОХЛ), «Мішкольц».
У складі національної збірної Словенії учасник чемпіонатів світу 2009 (дивізіон I), 2010 (дивізіон I) і 2011. У складі молодіжної збірної Словенії учасник чемпіонатів світу 2007 (дивізіон I) і 2009 (дивізіон I). У складі юніорської збірної Словенії учасник чемпіонату світу 2006 (дивізіон I).
Брат: Ерік Панце.